# Targoor – Reise ins Grauen
Targoor – Reise ins Grauen (auch: Targoor – Das Ding aus dem Inneren der Erde) ist ein US-amerikanischer Fernsehfilm von Peter Carter aus dem Jahr 1981. Der Horrorfilm ähnelt sehr stark dem zwei Jahre zuvor veröffentlichten Alien – Das unheimliche Wesen aus einer fremden Welt.

## Handlung
Vor der antarktischen Küste bohrt die Crew der Bohrinsel Zentron 101 nach Öl. Bei ihrer bislang erfolglosen Suche stoßen sie in immer größere Tiefen vor. Tatsächlich handelt es sich um eine Tarnmission. Bohrleiter Jake möchte die Mission am liebsten abbrechen, insbesondere da ihm diverse Ungereimtheiten auffallen. Zudem will er seine Crew, die für ihn wie eine Familie sind, nicht in Gefahr bringen. Geologe Scott drängt jedoch zur Fortsetzung. Als die Bohrung auf eine harte Gesteinsschicht trifft, fördert die heraufgeholte Probe rätselhafte Steine sowie ein Monster hervor, das den Arbeiter Phil angreift. Colette, die gerade an Bord gekommen ist, kann das Tier töten, doch für Phil kommt jede Hilfe zu spät. Nach einem Seemannbegräbnis geht die Arbeit weiter.
Scott beginnt mit den Steinen zu experimentieren. Sie stellen sich als Eier heraus. Er versucht diese danach auszubrüten. Sam sticht sich an einem der stacheligen Eier und wird anschließend wahnsinnig. Nachdem er erfolglos versucht, einen Kollegen anzugreifen, stürzt er sich von der Plattform in den sicheren Tod. Jake stellt daraufhin Scott zur Rede, der ihm den wahren Grund für die gefährliche Mission eröffnet: er sucht nach dem Missing Link zwischen Affe und Mensch, eine möglicherweise außerirdische Lebensform, die die Erde beherrschte, bis sie vom Menschen verdrängt wurde und jetzt im Erdkern überdauert hat.
Aus einem der Eier schlüpft eine Kreatur, die Harry angreift. Dieser fällt zunächst in eine Art Koma. Als er aus diesem erwacht, vergewaltigt er Robyn und tötet Krankenschwester Wilma. Anschließend wird er von Jake zur Strecke gebracht. Robyn gebiert daraufhin eine Kreatur, die beginnt die anderen Crewmitglieder zu jagen. Durch ein Ablenkungsmanöver von Jake gelingt es Colette das Monster mit einem improvisierten Flammenwerfer zu töten.

## Hintergrund
Mit Filmen wie The Dark (1979), Alien, die Saat des Grauens kehrt zurück (1980) und Entsetzen – Dem Grauen auf der Spur (1980) zählt die Fernsehproduktion Targoor – Reise ins Grauen zu den ersten Alien-Rip-Offs. Das Setting erinnert zudem an Das Ding aus einer anderen Welt, der jedoch erst ein Jahr später erschien.
Targoor wurde von November bis Dezember 1980 auf einer echten Bohrinsel im Eriesee gedreht, die einer Gasfirma aus Port Colborne, Ontario, Kanada gehörte. Der See befindet sich in der Nähe von Buffalo, New York, und ab und an waren bei den Nachtaufnahmen die Lichter zu sehen, sodass die Dreharbeiten unterbrochen werden mussten. das Wetter war eisig, so das verschiedene Effekte, insbesondere der Schleim für das Monster, rasch gefror und gefährliche Eisflächen entstehen ließ. Die Innenaufnahmen fanden in einem verlassenen Lebensmittelgeschäft statt. Der Film wurde erstmals am 20. Februar 1981 auf ABC ausgestrahlt.
In Deutschland erschien der Film als Heimvideo-Premiere. Über die Jahre wurde er auch mehrfach auf DVD veröffentlicht. Der deutsche Verleihtitel „Targoor“ ist irreführend. Der Name taucht im Film nicht auf.
Einer der Darsteller des Films ist James Hayden, der nur zwei Jahre nach Veröffentlichung des Films an einer Heroin-Überdosis starb. Er spielte in dem Fernsehfilm seine erste größere Filmrolle. Der Theaterdarsteller sollte seinen großen Durchbruch im Film nicht mehr erleben: Es war einmal in Amerika mit ihm in einer Hauptrolle erschien ein Jahr nach seinem Tod. Für Regisseur Peter Carter war es die letzte Regiearbeit. Er verstarb am 3. Juni 1982.

## Kritiken
Kino.de schreibt: „Recht spannend gemachter Horrorfilm, dessen Story und Spezialeffekte in manchem an Alien und Das Ding aus einer anderen Welt erinnern. Obschon weit weniger aufwendig, ist der US-Fernsehfilm durchweg unterhaltsam.“